# 25570 Kesun
25570 Kesun (tên chỉ định: 1999 XT194) là một tiểu hành tinh vành đai chính. Nó được phát hiện bởi dự án Nghiên cứu tiểu hành tinh gần Trái Đất Lincoln ở Socorro, New Mexico, USA, ngày 12 tháng 12 năm 1999. Nó được đặt theo tên Sun Ke, a Chinese high school student whose plant sciences team project won second place ở the 2009 Giải thưởng Khoa học và Kỹ thuật Intel.